# 朱克靖
朱克靖（1895年10月29日—1947年10月），名宏夏，字竹懿，湖南醴陵人。
1919年考入北京大学，1922年加入中国共产党。1925年8月任国民革命军第三军党代表。1927年4月，任武汉国民政府江西省政府秘书长。1927年8月参加南昌起义。南昌起义后，任第九军共产党代表。1938年1月，被任命为新四军政治部顾问兼直属战地服务团团长。1940年任新四军联络部部长。1945年4月任苏浙行政公署主任，11月兼山东军区政治部联络部部长。1946年1月策动国民政府淮海绥靖公署长官郝鹏举部脱离国民政府。1947年1月因郝鹏举部复归国民政府而被捕。1947年10月在南京被秘密枪决。